# ريوجي أكيبا
ريوجي أكيبا (秋葉 竜児) مواليد 13 يونيو 1984 في اليابان، هو لاعب كرة قدم ياباني سابق كان يلعب كلاعب وسط.

## المسيرة الاحترافية

### أندية لعب لها
- ناغويا غرامبوس
- فيغالتا سنداي

## روابط خارجية
- ريوجي أكيبا على موقع رابطة كرة القدم اليابانية للمحترفين (اليابانية)
- ريوجي أكيبا على موقع عالم كرة القدم.نت (الإنجليزية)